# Ustilaginomycetes
Ustilaginomycetes é a classe dos carvões verdadeiros, fungos parasitas de vegetais, que compreende cerca de 1 400 espécies ragrupadas em 70 géneros.

## Descrição
A classe Ustilaginomycetes engloba os fungos parasitas produtores dos chamados carvões ou morrões que faectam múltiplas espécies de plantas, incluindo algumas das culturas mais comuns e de maior importância económica. São fungos parasitas das plantas, com cerca de 1400 espécies reconhecidas repartidas por 70 géneros. Os membros deste agrupamento taxonómico apresentam um septo simples com uma capa de poro septal, que é diferente de Agaricomycotina que apresentam um septo doliporo com parentessoma.
O grupo é monofilético (partilha um ancestral comum).